# Лисогірська волость (Єлисаветградський повіт)
Лисогірська волость — історична адміністративно-територіальна одиниця Єлисаветградського повіту Херсонської губернії.
Станом на 1886 рік складалася з 4 поселень, 4 сільських громад. Населення — 8228 осіб (4184 особа чоловічої статі та 4044 — жіночої), 1735 дворове господарство.
За даними 1896 року площа волості становила 294,2 квадратних верст. Кількість дворів — 1929. Мешканців — 11 576.
|                     | Площа, десятин | У тому числі орної, дес. |
| ------------------- | -------------- | ------------------------ |
| Сільських громад    | 30188          | 10013                    |
| Приватної власності | —              | —                        |
| Казенної власності  | 1521           | 326                      |
| Іншої власності     | 565            | 215                      |
| Загалом             | 32274          | 10554                    |

Найбільші поселення волості:
- Лиса Гора — містечко при річці Чорний Ташлик за 120 верст від повітового міста. В 1886 році: 3068 осіб, 730 дворів, 2 православні церкви, єврейський молитовний будинок, земська станція, 8 лавок, 3 постоялих двори, базари по вівторках. В 1896 році: 5844 особи (2948 чол., 2896 жін.), 942 двори, волосне управління, 2 православні церкви, єврейський молитовний дім, 3 школи: земська і 2 церковно-приходські — 175 учнів (135 чол., 40 жін.), метеорологічна станція, приймальний покій, лікар, 2 фельдшери і фельдшер-акушерка, земська поштова станція, 15 лавок, 3 корчми, лісовий склад, пивна лавка, 50 базарних днів, залізнична станція Бандурка в 5 верстах. Пароходна пристань Вознесенськ в 75 верстах.
- Благодатне — село при річці Корабельна, 1838 осіб, 322 двори, православна церква, лавка.
- Піщаний Брід — село при річці Чорний Ташлик, 2994 особи, 662 двори, православна церква, земська станція, 4 лавки.

1896 року до волості входили: село і станція Бандурка, поселення Богословка, хутір Бєлаковського, Воєводські хутори (Міщанські, Акацатові, Рибалкін, Рябоконя), село Воєводське (Акацатова, Швахгеймова), хутір Гавиної, хутір Гордеєнка, хутір Даниленка (Кокуші, Кушевих, Мазниця), поселення Євгенівка, садиба Ісаєва, село Ісаєве, поселення Ісаєвське, містечко Лиса Гора, хутір Любівка (Любівський), село Мар'євка (Велика Бандурка), поселення Михайлівка, хутір Науменка, поселення Миколаївка (Мала Мазниця), поселення Новогригорівка, поселення Ново-Лозоватка (Лозуватка, Береговий, Березоватий, Степанівський), поселення Новопавлівка, села Русанівка Перша і Друга (Велика і Мала Русанівки), хутір Русанівський, хутір Світичова (Світоч), хутір Сосмієнка (Сисмій), поселення Софіївка, хутір Терновник, поселення Хвалєбноє (Россошанського товариства селян, Штундарський)